# حارة أجياد
صدر للبروفيسور الدكتور زكريا يحيى لال، أستاذ الاتصال التربوى وتكنولوجيا التعليم بجامعة أم القرى بمكة المكرمة كتاباً جديداً الطبعة الأولى بنهاية 2011م بعنوان (حارة أجياد) عن مؤسسة اليمامة الصحفية بالرياض، ضمن سلسلة «كتاب الرياض».وضم الكتاب عشرين فصلاً، شاملاً النواحي الأدبية والعلمية والثقافية والتاريخية والجغرافية والاجتماعية والاقتصادية والوجدانية لهذه الحارة المكية، وما طرأ عليها من تطورات قبل وبعد ولادته، بما في ذلك التغيّرات السكانية والعمرانية التي صاحبها خلال أكثر من خمسة عقود.وبرع الدكتور زكريا لال في تصوير الوضع الاجتماعي والثقافي في الحارة (الحي) الذي تعد من أشهر حارات مكة المكرمة لما فيه من وجود سابق للإدارات الحكومية في أسلوب قصصي وعرض تاريخي رائع، مضمناً كتابه رسوما وصوراً حاسوبية لبعض المعالم القديمة والأثرية لحارة أجياد التي لم يكن لها أي أثر في الوقت الحالي.يعد كتاب حارة (أجياد) إسهام كبير للدكتور زكريا لال في عالم الأدب والثقافة، وهو أحد المعروفين في الوسط الصحافي ممارسةً وكتابةً وعلماً وخبرةً منذ نعومة إظفاره، لا سيما وهو حاصل على الماجستير في الصحافة وآخر في الإدارة والتخطيط، والدكتوراه في تكنولوجيا التعليم والمعلومات.
تعد (حارة أجياد) جزءا من تاريخ مكة المكرمة، ومن تراثها الـي لا ينسى، وفي هذه الحارة كان مولد وتعليم وانطلاقة المؤلف، وفي قلبها ترعرع مع أصدقائه وزملائه، إنه تاريخ طويل أصيل، ففي مكة مكة المكرمة العديد من «الحارات» الكبيرة والصغيرة، ومع الحارة، أو الحي ظهرت الكثيرمن المعالم والتغيرات الاجتماعية والسكانية والاقتصادية، وأيضا الفكرية منها والعلمية، يقول المؤلف: «ولكوني عشت حياة الحارة في أجياد، وتغيراتها وقصصها وتراثها ووجدانها، بل وفي أعماقها وجدت نفسي..وقد حان الوقت لتسجيل بعض من الذكريات وهي في خاطري سيرة حياة أبطالها أهل حارتي، أصدقائي، الزموز التي كانت تشرِفُ حارتي، أهلي، من هم على قيد الحياة، ومن قد رحلو».
الكتاب يحتوي على الفصول التالية:
```
المقدمة (أجياد)
أجياد عبر التاريخ
الحالة الاجتماعية في أجياد
أجياد والأنفاق
سيل الربوع والحرم
حجاج بال مطوف
بين ٕاتريك البلدية والفانوس يا قلبي لا تحزن.
السقيفة والجنية
حدث في بيتنا
أم كلثوم في أجياد
العيد والتقاليد
جدتي ؤالف ليلة وليلة
دردشة في قهوة العم حسن
72 من أجياد إلى العزيزية (حوض البقر)
حب تحت الروشان
من أجياد السد إلى مصر
التي علمتني الحب
من أجياد إلى الأحساء وأمريكا
حب خارق للجدار
حكايات من الحارة
إلى الصحافة من باب أجياد
صور من أجياد
السيرة الذاتية للمؤلف
```

1. ↑  أجياد عبر التاريخ نسخة محفوظة 13 يناير 2012 على موقع واي باك مشين.